# Alpha Aquarii
Désignations
Alpha Aquarii (α Aqr / α Aquarii) dans la Désignation de Bayer est une étoile de la constellation du Verseau. Elle porte le nom habituel Sadalmelik. Elle est l'une des deux seules étoiles portant un nom propre ancien à être située à moins d'un degré de l'équateur céleste. 

## Nomenclature
Sadalmelik est le nom propre d’Alpha Aquarii / α Aqr approuvé par l’Union astronomique internationale (UAI). C’est l’arabe سعد الملك qui peut être Saᶜd al-Malik, « la Propice du Roi ». Certes, l’absence de voyellisation dans les textes anciens a pu faire hésiter à lire le mot الملك comme comme al-malik « le Roi » al-mulk « le Royaume ». Toutefois, vu que la série des السعود al-Suᶜūd livre des noms liés à des divinités antiques, c’est Malik qui est encore aujourd’hui un des noms arabes les plus connus, se conçoit le mieux. 

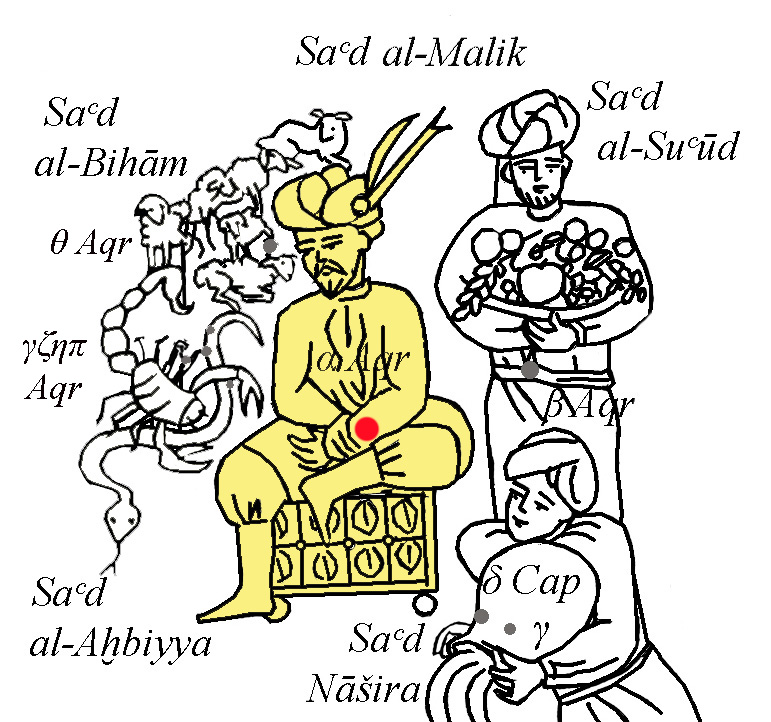
La figure de سعد الملك Saᶜd al-Malik> dans le ciel arabe traditionnel (Dessin de Roland Laffitte).

Dans sa traduction du یجِ سلطانی Zīğ-i Sulṭānī ou « Tables sultaniennes » d’Uluġ Bēg (1437), Thomas Hyde (1665) transcrit Sa'd AlMelik par , ce qui est repris aussi par Johann Elert Bode (1801) sous la forme Sa’d el melik, par le biais de Friedrich Wilhelm Lach (1796), que par Giuseppe Piazzi (1814) sous la graphie Sadalmelik. C’est cette dernière qui, malgré des variations dans les catalogues du XIXe, a pu s’imposer grâce à Richard Allen (1899).
Notons qu'un second nom, Ruchbah, court aujourd'hui dans les listes d'appellations stellaires. Apparu très récemment pour α Aqr, il pourrait venir de la locution arabe تحت الركبة taḥt al-rukba, « au-dessous du genou », qui apparaît bien chez ᶜAbd al-Raḥmān al-Sūfī al-Ṣūfī (964) , comme chez al-Battānī pour décrire la position de υ Aqr, mais ce nom ne convient nullement à l’étoile α Aqr qui est située sur « Épaule droite »… Il pourrait bien s’agir d’un déplacement accidentel du nom d’α Sgr.